# Phrudocentra giacomelli
Phrudocentra giacomelli là một loài bướm đêm trong họ Geometridae.